# Mickey's Nightmare
Mickey's Nightmare (La pesadilla de Mickey) es un cortometraje de animación en blanco y negro de Estados Unidos, estrenado en 1932.

## Argumento
Enamorado de Minnie hasta límites inconmensurables, Mickey Mouse sueña con casarse con ella y criar varios hijos juntos. Su empeño es tan grande que muy pronto su subconsciente le traiciona, haciéndole soñar que el matrimonio ya ha llegado y con él nada menos que 20 criaturas a las que es imposible mantener bajo control. Durante una noche que no parece tener fin, Mickey se ve a sí mismo peleando en clara inferioridad de condiciones contra muchas más travesuras de las que podía imaginar.